# Shannonomyia globulicornis
Shannonomyia globulicornis är en tvåvingeart som beskrevs av Alexander 1968. Shannonomyia globulicornis ingår i släktet Shannonomyia och familjen småharkrankar. Inga underarter finns listade i Catalogue of Life.